# Florek
Florek – wieś w Polsce położona w województwie łódzkim, w powiecie kutnowskim, w gminie Kutno.
Miejscowość wraz z wsią Michałów tworzy sołectwo Florek.
W latach 1975–1998 miejscowość administracyjnie należała do województwa płockiego.
Do 1990 r. w miejscowości Florek istniała stacja kolejowa.